# 대항해시대 등장인물 목록
본 항목은 주요 등장인물이나 이름이 잘 알려지지 않은 인물에 관계 없이 대항해시대 시리즈에 등장한 모든 이름을 가나다 순으로 정리를 했다. 주인공 및 부관, 이벤트와 관련된 이름의 경우에는 각 항목에 작은 설명을 붙이고, 실존 인물과 관련이 있을 경우에는 해당 인물의 항목으로 링크를 걸어두었다.

## 가
- 가르시아 알바레스
- 가르시아 타라베라
- 가브리엘 카르도치
- 개빈 핏셔
- 거쉰 케말
- 게르하르트 아데른캇스

 독일 대항해시대 IV에서 '호드람 요아킴 베르그스트론'의 부관으로 나온다. 4PK에서 새로운 캐릭터로 플레이할 경우 톨빈과 맞서싸우는 해적 퇴치제독으로 나오며 톨빈 퇴치후에야 그를 동료로 얻을 수 있다.
- 게오르그 슈파이어
- 게오르그 잘스기터
- 곤사로 실베이라
- 교타로 사이키

 일본. 대항해시대 IV 파워업키트의 주인공. 일본출신으로 동남아지역에 교두보로 시작한다.
- 구이드 벤소

## 나
- 니코로 바르보아
- 니콜라스

대항해시대 I에서 초반 북유럽에서 등용 가능한 항해사 (보르도, 앤트워프, 런던)
- 니콜로 스테파노

## 다
- 다니엘 미르자
- 다라 쉰
- 다테 마사무네

대항해시대 온라인 일본의 실력자
- 달테 페레이라
- 도밍고 가보트
- 도밍고 마냐나

대항해시대 II에 등장하는 인물. 이벤트 후 포르투갈 주인공 조앙을 따라다닌다. 나중에 알베르토 왕자로 밝혀진다.
- 디아스

대항해시대 1에 등장하는 항해사.
- 디에고 벨라스케스
- 디에고 살미엔트

포르투갈. 살미엔트 길드의 대표.
- 디에고 소사
- 디오고 파군데스

## 라
- 라울 핏치
- 라이자 미들튼

 잉글랜드. 대항해시대 온라인에서 이벤트에 등장한다.
- 라파엘 셀란
- 라파엘 카스톨

 포르투갈. 대항해시대 IV의 주인공 중 한명. 카스톨 상회를 이끌고 있다. 친구인 클라우디오하고는 상당히 친한 관계이며, 제나스 파사하고는 독서를 통해 친분을 쌓았다.
- 레온 페레로

 포르투갈. 대항해시대 I의 주인공이자, 대항해시대 II 주인공 중 한 명인 조안 페레로의 아버지이다.
- 로렌소 핀트
- 로렌스 에드워드(표준어: 로런스 에드워드)
- 로버트 로우
- 로버트 와일드
- 로베르투스 에제키엘

에스파냐의 무적함대 제독. 대항해시대 II에서 이벤트가 일어난다. 관련 국가는 에스파냐, 잉글랜드, 포르투갈
- 로이드 스탓텐
- 로코 알렘켈

 포르투갈. 대항해시대 I, II에서 부관으로 나온다.
- 로포 페레이라
- 루이 코스타
- 루이 파레이로
- 루이스 스콧트
- 리처드 헉슬리
- 릴 알고트

 네덜란드. 대항해시대 IV의 주인공 중 하나, 처음엔 알고트 상회를 경영하다 네덜란드 정규군이 된다. 후에 '카밀 마리누스 오펠아이셀'과 결혼한다. 성격은 순수하지만, 좀 덜렁대는 성격이다. 페르난도 와의 도박내기에선 무려 초보수준의 조커뽑기로 이겼었다.겉보기엔 좀 그렇지만 심성은 착하다.
홍색 안료를 얻고 돌아가서 연구생을 위해 힘쓰고(?)또 악의를 보면 참지못하는 성격이다.
런던 에서의 클리퍼드 돌려까기 수준으로는 입이 험한 것 같지만 나중에 자신을 해치우려던
클리퍼드를 자결하게 만드는 수준은.. 대박이다..
그리고 사무엘 다 칸도 릴을 좋아한다.
참고로 스토리에선"나 건들면 죽는다..."
하지만,본심은 착하다.

## 마
- 마누엘 페레스토레로
- 마르틴 발보아
- 마르틴 슈파이어
- 마르틴 훼리제
- 마리아 호아메이 리

중국. 대항해시대 IV의 주인공 중 하나. 다른 3명의 주인공 중 한 명으로 게임을 완료해야 나오는 이벤트성 주인공이다. 대항해시대 VI PK에서는 특정인물의 게임 종료와는 상관없이 처음부터 고를 수 있다.
- 마르코

대항해시대 1에서는 리스본의 술집에서 볼 수 있는 신참 항해사이다. 2에서는 레온 페레로의 저택에서 집사를 하고 있다.
- 마르키스 마르티네스
- 마호메드 샤룩
- 매튜 로이

 잉글랜드. 대항해시대 II에서 옷토 스피노라의 부관. 처음엔 스피노라를 잘 따르지 않았지만, 스피노라와의 결투에서 지고 나서 누구보다도 스피노라를 따른다. 패키지 게임(대항해시대 II)에서는 맛슈 로이로 나오지만 이는 일본어의 발음에 따른 것으로, 대항해시대 온라인에서는 실제 이름인 ‘매튜 로이’(표준어: 매슈 로이)로 수정을 했다.
- 메르카토르

 네덜란드의 지도 제작자.
- 모리스 라이덴
- 문 유

조선인. 조선수군의 총사령관이다.
- 미겔 레아르

대항해시대 1·2에 등장하는 항해사. 주로 리스본에서 볼 수 있다.
- 미카엘 에란초
- 밀란 샤아
- 밀란다 베르데

대항해시대 II 외전에 나오는 주인공

## 바
- 발보아 오리드
- 발타자르 올리베이라

에스파냐흑고래 용병단의 대장. 대항해시대 온라인에서 네덜란드, 에스파냐 등의 나라에 관련된 이벤트가 일어난다.
- 베르나르 로요라

에스파냐 무적함대의 일원. 옷토 스피노라가 갈레온선을 훔쳐 달아났을 때 쫓아온다.
- 베르나르도 고메스
- 빅터 러셀
- 빌렘 헤인

## 사
- 사림 고브데
- 사파 베자스
- 살바도르 레이스

대항해시대 II 외전에 나오는 주인공으로 하이레딘 레이스의 아들(혹운 조카?)로 나온다.
- 살바도르 파르고
- 샤를르 장 로슈플
- 설 이화

조선. 대항해시대 IV에 등장.
- 세실리아 멜카드
- 소우진 구루시마
- 쉬나인 파샤
- 스테판 페론
- 시몬 세게이라
- 시엔 얀

중국. 대항해시대 IV에서 부관으로 나온다.

## 아
- 아론소 멘도사
- 왼손잡이 아마드
- 아브라힘 이븐 웃딘

대항해시대 IV 파워업키트의 주인공 중 하나. 바스라 항에서 시작하며 대항해시대 IV에서는 인도양의 경쟁세력으로 나온다.
- 아이딘 레이스

하이레딘 레이스와 함께 유명한 형제 해적이다. 대항해시대 II에 등장한다.
- 아코스타 발바리고
- 아지자 누렌나할
- 아프멧 무히딘
- 안드레아 그리마니
- 안드레아 기지

에스파냐 해군 출신의 해적. 카탈리나 에란쵸의 부관이다.
- 안드레아 도리아
- 안소니 존슨

대항해시대2에 등장하는 동료. 아테네에 있다.
- 안젤로 푸치니
- 안토니 샤리
- 안토니오 칸
- 안토니오 피가페타
- 안토니오 핀데아도
- 알 베자스

오스만 투르크. 돈에 한이 맺힌 상인. 대항해시대 II의 주인공.
- 알 파시
- 알렉산드 밧조
- 알로이지 조반니
- 알베로 살미엔트

포르투갈. 살미엔트 길드의 대표 디에고 살미엔트의 아들.
- 알베로 스키랏치
- 알퐁소 안드레드
- 알프레드 로우
- 암브로이즈 에인거
- 야곱 울웨이크
- 에드먼드 길버트
- 에드문드 하베이
- 에드워드 단피어
- 에르난 베리오
- 에르난 오브레곤
- 에르네스트 로페스

 네덜란드. 대항해시대 II의 주인공. 메르카토르의 부탁을 받아 세계지도 제작을 한다.
- 에스테반 오르테가
- 엔리코 마리오네
- 옷토 스피노라

 잉글랜드. 대항해시대 II의 주인공. 영국 사략선단 제독이다. 헨리 8세의 명을 받고 에스파냐 선박을 나포하는 임무를 감행한다. 실제 사략선단 제독 프랜시스 드레이크를 모델로 했다.
- 우고 몬카다
- 우즌 카이브
- 울구 아리
- 월터 로렌스(표준어: 월터 로런스)
- 윌리암 크라이브
- 유리스 휴이겐
- 이순신

대항해시대 온라인 조선 실력자
- 이스칼 야사르
- 일레느

## 자
- 자가노스 베이
- 자한 사림

대항해시대 II 알베자스의 부관
- 장 람지오
- 장 알퐁스
- 잭 래컴
- 잭스 브룸
- 제곱 포르툰드
- 제나스 파사
- 제임스 클리퍼드
- 조반니 베세리스
- 조셉 이스트만
- 조셉페 루드윅스
- 조안 카스트로
- 조안 페레로

 포르투갈. 대항해시대 II의 주인공. 항해왕자 엔리케를 모델로 했다.I의 주인공인 레온 페레로의 아들
- 존 데이비스
- 줄리안 페르메르

## 차
- 찰스 그라프튼
- 찰스 기르반

대항해시대 4에서 클리퍼드군의 지방함대 세력 중 하나.
- 체자레 페델리티
- 체자레 토니

알렉산드리아시에서 등장하는 캐릭터.
- 친량위

대항해시대 온라인 화남 실력자

## 카
- 카라 룸루
- 카를로타

대항해시대 II에서 리스본 주점을 운영하고 있다.
- 카미로 사보나로라
- 카미로 스테파노
- 카밀 마리누스 오펠아이셀

 네덜란드. 대항해시대 IV 등장 인물. 릴 알고트의 미래의 신랑이다. 릴과는 12살 때부터 알고 지냈다. 페르난도하고는 꽤 오래전부터 알고 지냈다.
- 카탈리나 에란초

에스파냐. 대항해시대 II의 주인공.
- 코넬리우스 쇼텐
- 코르네리스 핸드릭
- 콕싱가

대항해시대 온라인 대만 실력자
- 콘라드

대항해시대 I 에 등장하는 항해사 주로 이탈리아 반도 부근 항구에서 나온다.(제노바, 피사, 나폴리)
- 크리스 페레로
- 크리스찬 그로티스
- 크리스토발 콜론

대항해시대1에는 크리스토퍼라는 이름으로 등장한다.
- 크리스티나 에르네코

## 타
- 토마스 그레샴
- 티알 와만 차스카

대항해시대 IV 파워업키트의 주인공 중 하나. 신대륙에서 시작
- 트레볼 에스티브라

## 파
- 파블리스 페레로
- 판 코사
- 판피로 오리드
- 페드로 나발로
- 페드로 데 발데스

에스파냐 무적함대의 제독. 대항해시대IV에 등장한다.
- 페론소 아기레
- 페르난 핀트
- 페르난도 도에로
- 페르난도 디아스

 멕시코. 대항해시대 IV에서 등장하는 인물. 메스티소. 어머니가 인디언이다. 술집에서 인기를 끌던 어머니로 인해 도박과 술이 친구처럼 여겨질 정도인 그는 육감이 좋다는 릴의 소문을 듣고 찾아갔다가 도박에서 패배하고 릴의 항해에 참가한다.(하지만 진이유는... 조커뽑기 게임이었다고...) 언젠가 보조 투우사로 사기를 당하던 에밀리오를 구해준 뒤로는 에밀리오와 절친한 친구 관계가 된다. 카밀과는 꽤 오래전부터 알고 지냈다.
- 프란시스코 알바레스
- 프란차 로로노아
- 프랑코 사누드

에스파냐 해군 출신의 해적. 카탈리나 에란쵸의 부관이다.
- 프레스터 존
- 프레트 페로
- 피에르 루글란
- 피에토르 웬후크
- 피에트로 콘티

 이탈리아의 모험가. 대항해시대 II의 주인공으로, 시작할때는 가장 암울하게 시작한다. 자본은커녕 빚더미에 올라앚은 상태에서 시작하기 때문이다. 다른 주인공으로 플레이할 때 정보를 가르쳐주는 등의 역할을 하는데, 이때도 꽤 많은 액수의 돈을 요구한다.
- 피리 레이스

오스만 대항해시대 II에 등장하는 항해사. 대항해시대 외전에서는 모든 스킬을 가졌으며 항해와 전투레벨 모두 최상위급(5~60)의 교역상인으로 등장한다. 대항해시대 II에서 영입하기 가장 어려운 인물 중 한 명이 바로 피리 레이스이다.

## 하
- 하이레딘 레이스

 알제리."발바롯사 파즐 하이레딘"이라고도 부른다. 붉은색 머리와 수염이 하이레딘의 특징이다. 대항해시대 IV에서는 그의 상징인 붉은 머리와 수염이 금발로 나온다. 하이레딘은 알제에 거점을 두고 있는 해적으로 대항해시대 시리즈의 중요 인물이다. 전 시리즈에 걸쳐서 각종 이벤트가 일어난다. 대항해시대 II와 IV에서는 초반에 주인공과 싸워서 주인공이 항복하면 오히려 돈을 주기도 한다.(속지마세요.그는 불량배 입니다.)
(하지만 대인배일 수도 있습니다.)
- 하프멧 그라니에
- 한스 슈타텐
- 헨리 만스펠
- 헨리 8세
- 호드람 요아킴 베르그스트론

 스웨덴. 대항해시대 IV의 주인공중 하나. 스톡홀름에서 시작을 한다.
- 호세(Jose)

대항해시대 I 에 등장하며 초반에 등용 가능한 항해사, 지력이 뛰어남
- 호안 바스케스
- 휴고 올잭
- 후안 데 에스칸테
- 후안 블랑코

## 같이 보기
- 대항해시대
- 대항해시대 시리즈
- 코에이